# Ingeborg Eriksdatter
Pour les articles homonymes, voir Ingeborg.
Ingeborg Eriksdatter de Norvège (en norvégien : Ingebjørg Eiriksdatter), née en 1297 et morte vers 1353, est une princesse royale norvégienne devenue par mariage princesse suédoise, duchesse d'Uppland, Öland et de Finlande, qui a participé à la régence de son neveu Magnus IV de Suède.

## Famille
Ingeborg est la fille du roi Erik II de Norvège et d'Isabelle Bruce fille de Robert VI Bruce comte de Carrick. En ligne maternelle elle est la nièce du roi  Robert Ier d'Écosse et la cousine germaine de  Marjorie Bruce. Marjorie et elle ont le même âge mais ne se connurent jamais. Sa demi-sœur la reine Marguerite Ire d'Écosse, meurt avant sa naissance. Elle porte vraisemblablement le nom de sa grand-mère paternelle, une autre Ingeborg Eriksdotter,  princesse danoise.

## Biographie

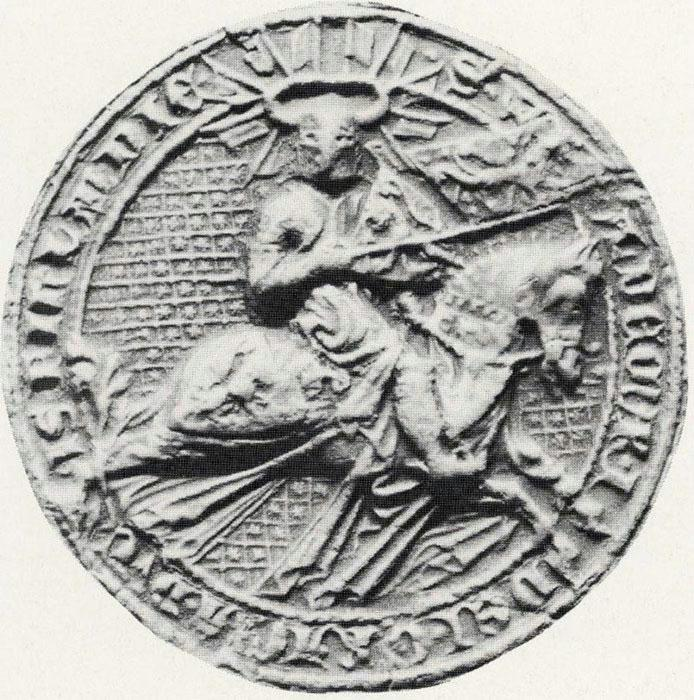
Sceau de son mari, Valdemar, Duc de Finlande

Son père, le roi Erik II, meurt le 15 juillet 1299, alors qu'Ingeborg n'est âgée que de deux ans. Comme il disparait sans héritier mâle, c'est son frère cadet Haakon V de Norvège, qui lui succède. Sa mère ne se remariera jamais.
En 1300, la mère d'Ingeborg arrange les fiançailles de sa fille, âgée de trois ans, avec un vassal de la couronne de Norvège, le comte des Orcades Jon Magnusson († vers 1310). Le mariage ne se fait pas on ignore si l'engagement est rompu ou s'il meurt avant que la fiancée soit en âge de consommer l'union. Le 29 septembre 1312, un  double mariage est célébré à Oslo, de nouveau arrangé par sa mère, Ingeborg épouse le prince  Valdemar Magnusson de Suède, duc de Finlande, pendant que sa jeune cousine et homonyme Ingeborg Hakonsdatter, la seule enfant légitime de son oncle le roi Haakon, épouse Erik Magnusson duc Södermanland. L'époux d'Ingeborg Eriksdottir est le 3e fils du roi Magnus III de Suède, alors qu'Ingeborg Hakonsdatter épouse le second fils de ce même Magnus. Le roi Birger de Suède devient le beau-frère des cousines Ingeborg. Son douaire comprend l'île de Öland, de ce fait, elle est occasionnellement mentionnée comme duchesse d'Öland. En 1316, elle donne naissance à un fils qui meurt sans doute en enfance.
Dans la nuit du 10 au 11 décembre 1317, son mari Valdemar et son frère Erik sont arrêtés et emprisonnés sur ordre de leur frère ainé le roi  Birger à Nyköping. À la suite de l'emprisonnement de son époux et de son beau-frère, Ingeborg et sa cousine et belle-sœur Ingeborg Håkansdotter, se trouvent portées à la tête de leurs partisans. Le 16 avril 1318, « les deux duchesses Ingeborg » concluent un traité à Kalmar avec le duc danois Christopher de Halland-Samsö et l'archevêque Esgar de Lund afin d'obtenir la libération de leurs époux, l'accord précise qu'aucune paix ne doit être conclue entre les rois de Suède et de Danemark sans qu'elles les valident, les deux duchesses jurent d'honorer les serments qu'elles font au nom de leurs maris. On a la confirmation plus tard dans la même année que les deux princes sont morts vers février 1318. On ne sait rien de certain sur la disparition des deux frères ni s'ils sont morts de faim en prison ou s'ils ont été assassinés.
Les « deux Duchesses Ingeborg » sont ensuite mentionnées en 1318-1319 lorsqu'elles participent au gouvernement aux côtés de Mats Kättilmundson. Il semble que si Ingeborg assume une fonction dans le gouvernement de régence du fils mineur de sa cousine Ingeborg proclamé roi sous le nom de  Magnus IV de Suède, bien que l'on ne possède pas la liste des membres de ce conseil de régence, il semble évident qu'elle en fit partie. Sa belle-sœur demeure un acteur important du jeu politique suédois pendant plusieurs décennies. Ingeborg Eriksdotter est nommée duchesse d'Öland à partir de 1340, elle survit longtemps à son époux et vit en Suède jusqu'à sa propre mort vers 1353 .

## Source
- (en) Cet article est partiellement ou en totalité issu de l’article de Wikipédia en anglais intitulé « Ingeborg Eriksdottir of Norway » (voir la liste des auteurs).